# Pterolophia luctuosus
Pterolophia luctuosus är en skalbaggsart som först beskrevs av Francis Polkinghorne Pascoe 1863.  Pterolophia luctuosus ingår i släktet Pterolophia och familjen långhorningar. Inga underarter finns listade i Catalogue of Life.